# Фібі Буффе
Фі́бі Буффе́ (англ. Phoebe Buffay, пізніше — Фібі Буффе-Ханіган) — персонажка популярного американського телевізійного серіалу «Друзі», втілена Лізою Кудров. Кудров отримала Еммі та номінацію на Золотий глобус за свою гру.

## Біографія

### Сім'я
У Фібі досить дивне минуле, яке відкривається поступово, по ходу розвитку сюжету. Її біологічна матір — агентка з нерухомості Фібі Еббот. Вона народила Фібі та її сестру-близнючку Урсулу (у «Друзях» Ліза Кудров виконала ролі обох сестер), будучи ще зовсім молодою, і віддала дівчат на виховання їхньому батькові Френку Буффе та його дружині Лілі (яка, окрім того, була її найкращою подругою). Френк пішов із сім'ї, коли діти були ще зовсім маленькі. Лілі Буффе вірила, що вона є для дівчат рідною матір'ю. Через деякий час вона наклала на себе руки, полишивши дітей на опіку вітчима, який незабаром опинився у в'язниці. У певний момент шляхи Фібі та Урсули розійшлися, і відтоді сестри ставляться одна до одної дуже холодно. В одній зі спроб знайти свого батька Фібі зустріла свого брата по батьку — Френка Буффе-молодшого. Він згодом одружився зі значно старшою за нього викладачкою домашнього господарства. Оскільки пара не могла зачати дитину, вони звернулися по допомогу до Фібі і та виносила для них трійню: хлопчика Френка-молодшого і двох дівчаток — Леслі та Чендлер. У перших сезонах серіалу Фібі мешкає разом зі своєю бабцею, яка й відкриває правду про справжнього батька Фібі і помирає у п'ятому сезоні.

### Бездомність та поява друзів
У віці 14 років Фібі залишилась сама і жила на вулицях Нью-Йорка разом із чоловіком, на ім'я Сінді, який розмовляв зі своєю рукою. Одного разу бомж плюнув їй у рот, після чого Фібі перехворіла на гепатит. Аби вижити вона була змушена періодично вдаватися до грабунку та насилля. Так, у дитинстві вона пограбувала Роса, хоча тоді вони одне одного не запам'ятали, і цей факт виплив тільки, коли вони подорослішали і стали друзями. Фібі також згадує, що бувала у Празі і сиділа у в'язниці. Також продавала сомбреро.
Пізніше вона жила з бабусею, від якої згодом успадкувала квартиру і старе жовте таксі. У цей же період вона, певно, почала займатися масажем.
З Монікою Геллер та іншими героями серіалу вона, найімовірніше, познайомилася за оголошенням про пошук сусідки для найму квартири.

## Захоплення музикою
Фібі грає на гітарі і виконує дещо екстравагантні пісні власного авторства. Хоча її голос не найкращий, в її репертуарі є декілька популярних пісень: «Різдвяна пісня», «Липкі черевики», «Маленьке чорне кучеряве волосся» та, звичайно, «Смердючий кіт». На цю пісню однією зі студій було знято кліп, однак Фібі була засмучена дізнавшись, що вона є тільки «обличчям» цього кліпу, тоді як замість неї пісню виконує професійна співачка. Згодом пісня «Смердючий кіт» лунала у рекламі наповнювачів котячих туалетів.
Найчастіше Фібі виступає для відвідувачів Центральної Кав'ярні.

## Права тварин тадовкілля
Фібі — затятий борець за права тварин і захист довкілля. Вона вегетаріанка (хоча в деяких епізодах все ж таки споживає м'ясо). Фібі проти того, щоб їсти індичку на День подяки, проти одягу з хутра, проти рубання ялинок на Різдво. Фібі ховає зів'ялі квіти і страждає, задавивши мурашку. Втім, ці переконання не заважають їй ворожити за допомогою кісток. Як каже сама Фібі: «Вегетаріанці теж люблять грати з кістками». В «Епізоді у Вегасі» Фібі, прагнучи довести, що подорож до Лас-Вегаса краща за подорож до Лондона, пропонує Моніці та Чендлеру буклет із запрошенням на вечерю зі стейка та лобстера за 99 центів. Моніка нагадує Фібі, що та не їсть м'ясо, на що Фібі відповідає: «За 99 центів я і тебе готова з'їсти». Щоправда у 4-ому сезоні сценаристи про це забувають: в одній із останніх серій сезону Моніка та Рейчел, намагаючись порадувати вагітну Фібі, купили їй шкіряні штани. Фібі відмовилась, але не тому, що вона захисниця природи, а тому що її засмутив факт придбання класної речі, яку вона ще не зможе носити щонайменше 2 місяці.
Під час вагітності (останні 6 місяців) Фібі не могла їсти нічого, окрім м'яса. Джої запропонував побути вегетаріанцем замість неї ці півроку, і вона погодилась. Джої порушив угоду з Фібі тільки одного разу, коли їв м'ясо в Англії, на весіллі Роса та Емілі, пояснивши друзям, що в іншій країні його угода з Фібі не має чинності, і всі з цим погоджуються.

## Взаємини з друзями

### Фібі та Чендлер
Взаємини Фібі та Чендлера можна охарактеризувати як стосунки між маленьким братом та сестрою. Вони грають, жартують і обговорюють питання на кшталт «Чому Дональд Дак не носить штанів, але, виходячи з душу, надягає рушник», або, «Якими силами має володіти людина на прізвисько Тупермен». Може здатися, що Чендлер просто глузує з дивакуватості Фібі, але насправді вони дуже близькі друзі.

### Фібі та Джої
Фібі та Джої Тріббіані багато в чому схожі, що, можливо, пов'язано з невисоким рівнем освіти в обох. Вони обоє можуть не розуміти простих речей. Хоча Фібі інтелектуальніша, вона дуже вразлива і легко сприймає нові, «альтернативні» ідеї, яких у Джої завжди достатньо. Фібі марно навчає Джої французької, якою сама володіє бездоганно, а також вчить його грі на гітарі, хоча сама не знає навіть назв акордів. В одній із серій у відповідь на напівжартівливу пропозицію Джої про шлюб, Фібі ділиться з ним своїми планами на майбутнє, в якому Джої та Фібі одружені, успадкували статки Чендлера, виховують дітей Рейчел і бережуть таємницю про смерть Роса.
Крім того, Джої деякий час зустрічався із сестрою-близнючкою Фібі Урсулою.
Певно, спілкування з Урсулою залишило свій слід у серці Джої і в останніх сезонах Фібі та Джої були близькими друзями.

### Фібі та Рос
Рос дуже освічений і через це Фібі не завжди його розуміє. Крім того, Рос, будучи вченим, має науковий, критичний погляд на речі, тоді як Фібі схильна до домислів, забобонів і дещо екстравагантних інтерпретацій дійсності (наприклад, вона не вірить в еволюцію та гравітацію). Часто це нерозуміння між ними виливається в суперечки та образи. Однак це не заважає їм залишатися друзями.
В одному з епізодів стає відомо, що після того як Роса кинула дружина, вони з Фібі ледь не переспали.
Стає також відомо, що у віці 14 років Фібі пограбувала Роса. Згодом Рос розказував усім, що на нього напав громила.

### Фібі та Моніка
Фібі та Моніка деякий час мешкали в одній квартирі, що їх дуже зблизило. Проте періодично між ними виникають конфлікти через владний характер Моніки. Це було головною причиною того, що Фібі з'їхала з квартири Моніки незадовго до подій, що описуються на початку серіалу.

### Фібі та Рейчел
У Фібі та Рейчел дуже теплі стосунки. Вони деякий час жили разом, за словами Фібі, вибираючи дівчину, вона обрала б Рейчел через її м'який та поступливий характер.
До того ж, Фібі — єдина людина, що може помирити Моніку і Рейчел навіть у найсерйозніших конфліктах — щоправда, іноді такі ситуації провокує сама Фібі.

## Весілля
У дев'ятому сезоні Джої познайомив Фібі та Майка Ханігана. У них почався роман, що через деякий час припинився через те, що Майк був категорично проти шлюбу. Але пізніше він змінив свою думку й освідчився Фібі.
Весілля Фібі та Майка відбулося в одному з останніх епізодів серіалу і пройшло (через неочікувану хуртовину) на вулиці біля Центральної Кав'ярні у колі найближчих друзів. Загалом Фібі одружувалася тричі. Шлюб Фібі та Майка може бути незаконним, оскільки Фібі одружилася у Лас-Вегасі раніше. Вона була впевнена у тому, що шлюб, укладений у Лас-Вегасі, дійсний тільки в Лас-Вегасі. Фібі була здивована, коли Моніка повідомила їй, що такий шлюб дійсний усюди. Фібі насправді була одружена двічі, у другому сезоні в «Епізоді з чоловіком Фібі» Дункан, канадець, гей і танцюрист на льоду, старий друг Фібі, якого вона любила, приходить до квартири Моніки, де, як він думає, все ще мешкає Фібі, з метою побачити дружину. Він просить у неї розлучення. Фібі розлучається з Дунканом після 6 років шлюбу. Виявляється, що Дункан натурал, але все одно розлучається з Фібі. Він одружився з нею заради громадянства США та насправді він уже заручений з іншою жінкою, що дуже засмучує Фібі.
Але є інша версія: оскільки Фібі була одружена з Дунканом раніше, її шлюб у Лас-Вегасі може бути незаконним і тому, після розлучення з Дунканом, її шлюб із Майком дійсний.
Фібі також була заручена із Джої деякий час. В «Епізоді з червоним светром» Джої впевнений, що Фібі вагітна і пропонує їй узяти шлюб. Фібі погоджується і приймає обручку, але Моніка каже Джої, що вагітна Рейчел. Джої освідчується Рейчел і мусить отримати обручку назад від Фібі, яка неохоче робить це.

## Цікаві факти
- Фібі відома тим, що частенько зривається на крик, коли їй щось не подобається, або якщо події розвиваються не так, як їй хотілося б.
- Вагітність Фібі у четвертому сезоні була задумана для того, аби приховати вагітність акторки Лізи Кудров (до початку зйомок п'ятого сезону вона народила сина).
- У дитинстві Фібі написала листа на Вулицю Сезам. У відповідь їй надіслали брелок для ключів. У той час Фібі жила на вулиці і ключів у неї не було. Відтоді вона ненавидить телеканал PBS.
- У серіалі зустрічаються натяки на те, що Фібі прихована бісексуалка.
- В «Епізоді з сендвічем Роса» Фібі показує Росу, яку записку слід прикладати до сендвіча, якщо кладеш його у спільний холодильник і не хочеш, щоб його з'їв хтось інший. «Якщо не хочеш, щоб у тебе відняли їжу, треба як слід залякати людей», — каже вона. Прочитавши цю записку, Моніка називає Фібі «страшною людиною». Переважно саме через цю агресивну записку Роса тимчасово відсторонили від роботи, визнавши його надто запальним та неврівноваженим.
- Іноді Фібі називає себе вигаданим ім'ям Реджіна Фаланджі (Regina Phalange) — це її альтер-его. Перший раз — у серії, де у Джої були проблеми зі своїм агентом Естель і Фібі на певний час стала його новим агентом, потім у серії з весіллям Роса у Лондоні, коли вона подзвонила туди і назвалася його особистим лікарем. Потім — в «Епізоді у Вегасі», коли Джої знайшов свого ручного близнюка. Наступного разу у серії, коли Моніка та Чендлер повертаються з весільної подорожі, Фібі і Джої доводять, що людина легко може назватися іншим ім'ям (Реджіна Фаланджі та Кен Адамс). Також — Фібі називається Реджіною Фаланджі у серії, де вона допомагає Чендлеру з підготовкою до співбесіди. І, нарешті, у 13 серії 10 сезону Фібі вчить Джої французькій мові, а в кінці приходить на його прослуховування і називається продюсеру цим ім'ям.
- У фінальному епізоді 10 сезону, коли Фібі та Рос їдуть до аеропорту, щоб наздогнати Рейчел, Фібі по телефону каже Рейчел, щоб вона не сідала у літак, тому що в неї передчуття, що щось негаразд із лівим філанжем (left flange). Насправді переклад слова flange — кромка або борт, але жарт полягає в тому, що прізвище другого вигаданого імені Фібі схоже на слово Flange (Regina Falange).
- У деяких сезонах фігурує хлопець Фібі, фізик-ядерник Девід, з яким пов'язаний ляп американських сценаристів. Мінськ, в якому працює Дейвід, тоді вже був столицею Білорусі. Незважаючи на це, і в той момент, і в 7 сезоні, коли Девід повернувся, Мінськ чомусь називають російським містом.
- В «Епізоді з Френком Молодшим» Фібі говорить братові, що її день народження 16 лютого, але в «Епізоді з днем народження Фібі», вона каже: «Я не змогла замовити столик на день свого народження, тому святкова вечеря буде в четвер», на що Джої відповідає: «Але це ж Геловін», що каже про те, що день народження Фібі припадає на кінець жовтня — початок листопада.
- Образ химерної офіціантки Урсули (сестри Фібі) було взято з іншого серіалу, в якому Ліза Кудров грала дивакувату офіціантку.